# مرسيدس-بنز الفئة بي
مرسيدس بنز الفئة بي (بالإنجليزية: Mercedes-Benz B-Class)‏ هي سيارة هاتشباك من صناعة دايملر كرايسلر أنتجت في 2005. هذه السيارة مشابه للفئة إيه لكنها تأتي بحجم أكبر ومحرك أكبر كذالك. وفقاً لتصنيف الأوروبي تعتبرها سيارة متعددة الأغراض. تخطت هذه السيارة حاجز المليون سيارة في 20 ديسمبر 2013 منذ إطلاقها الأول في عام 2005.

## معرض صور

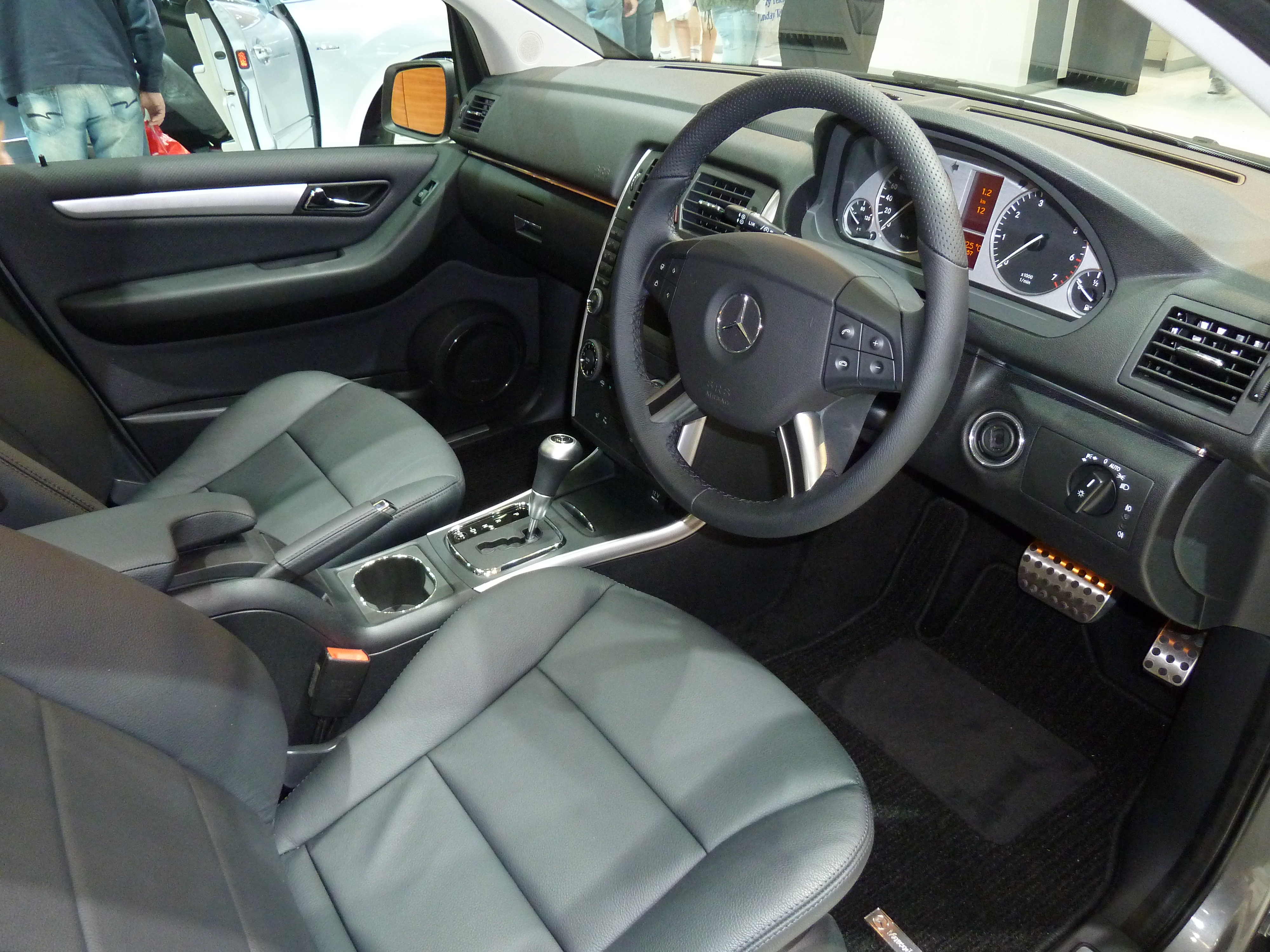
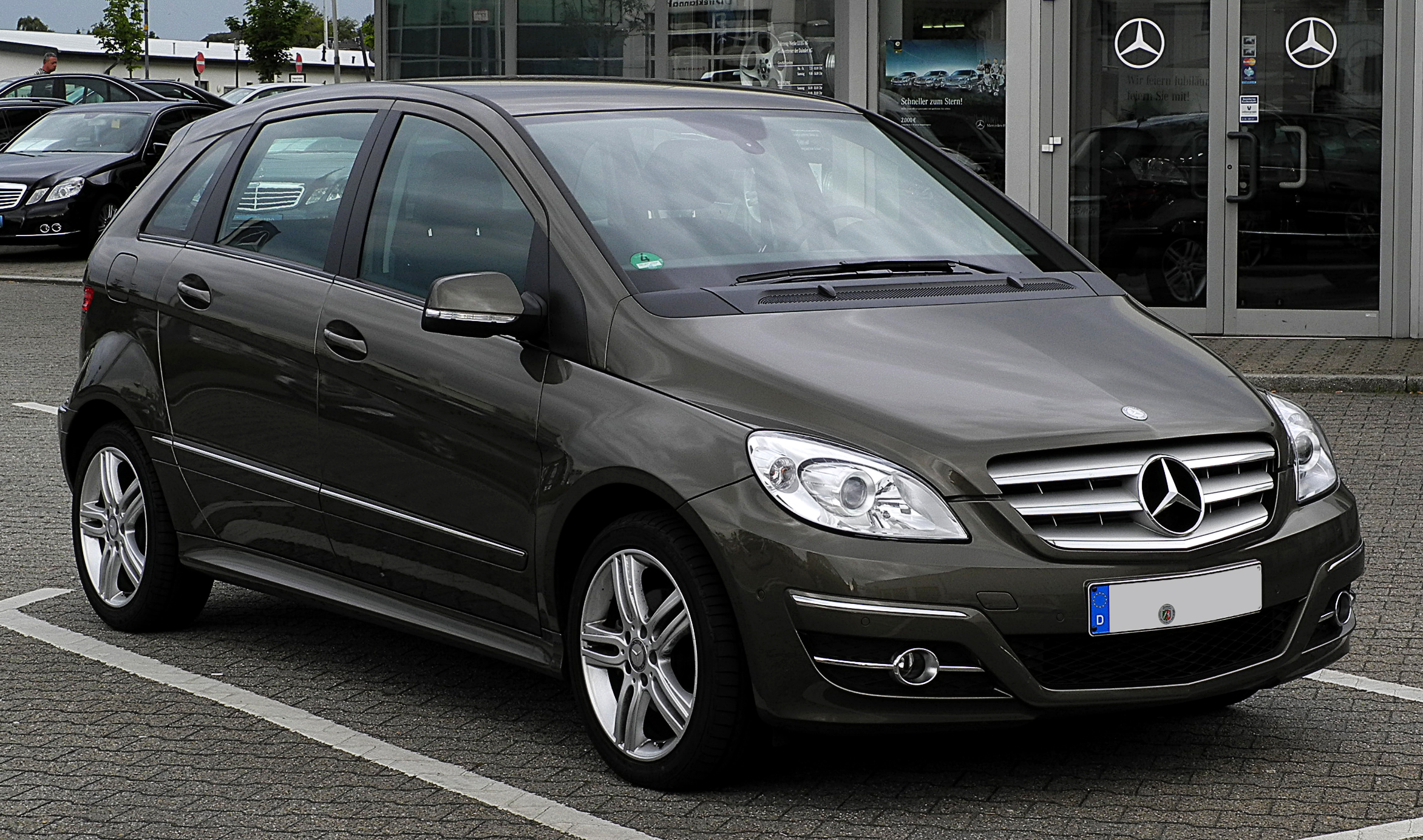
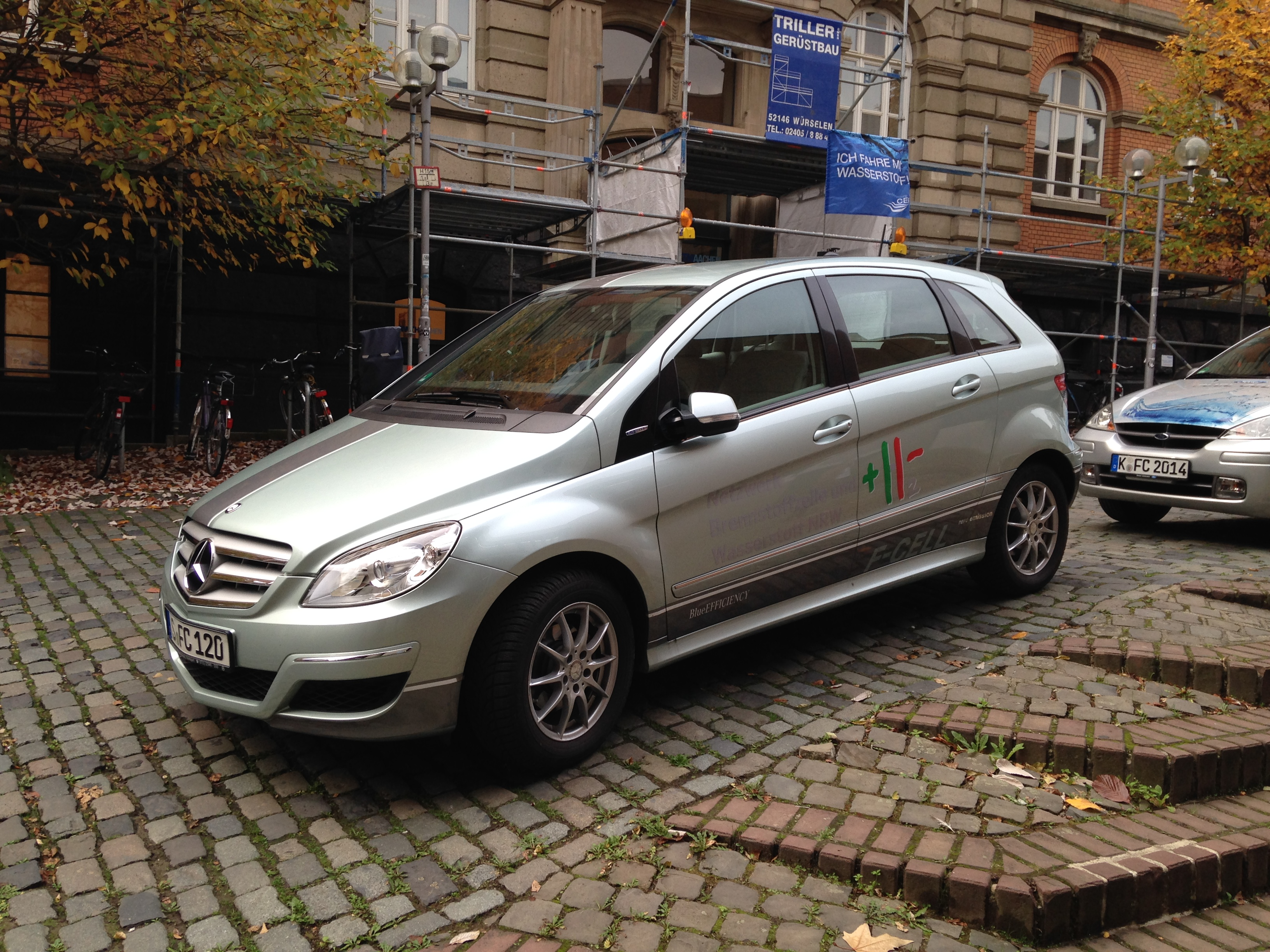
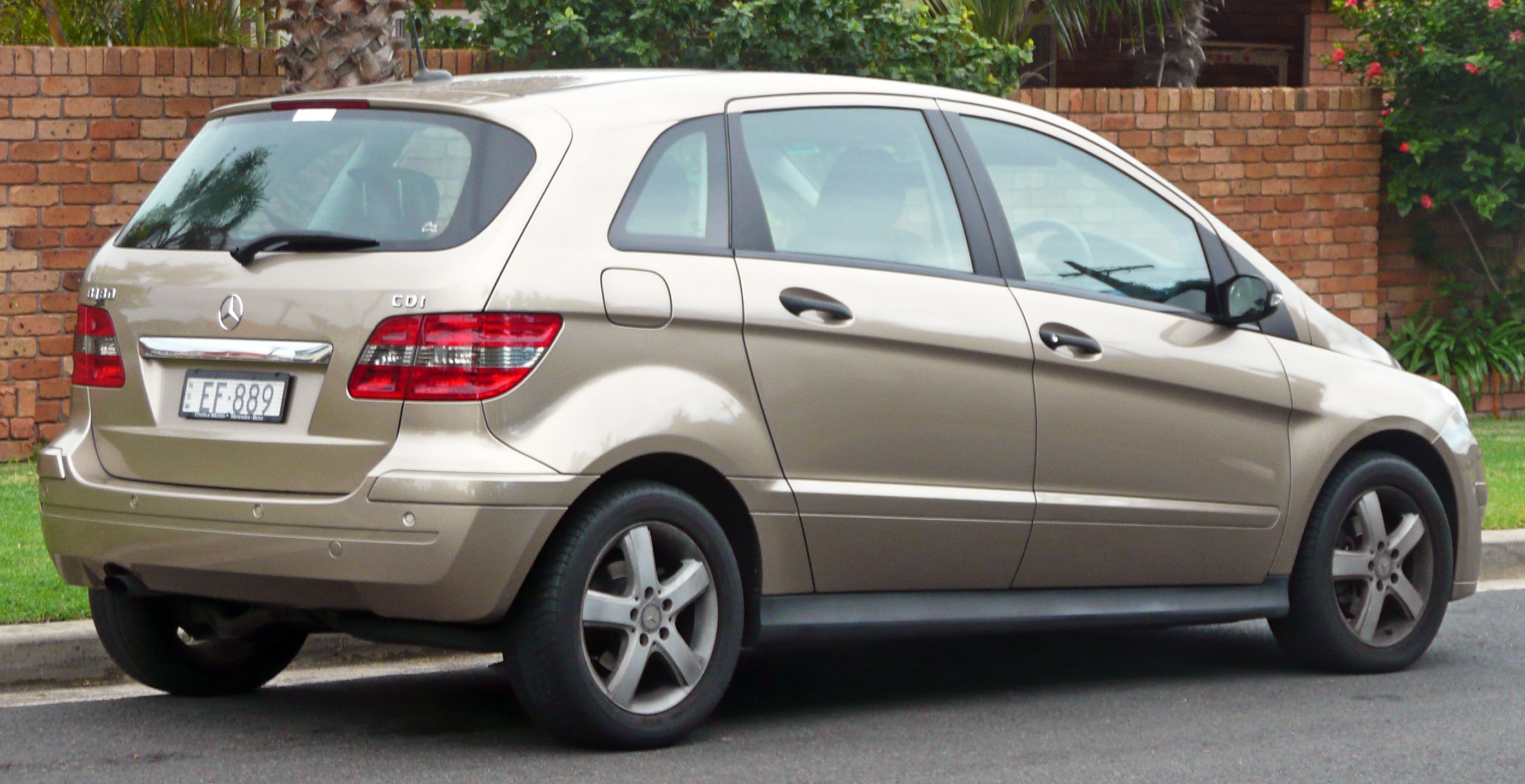
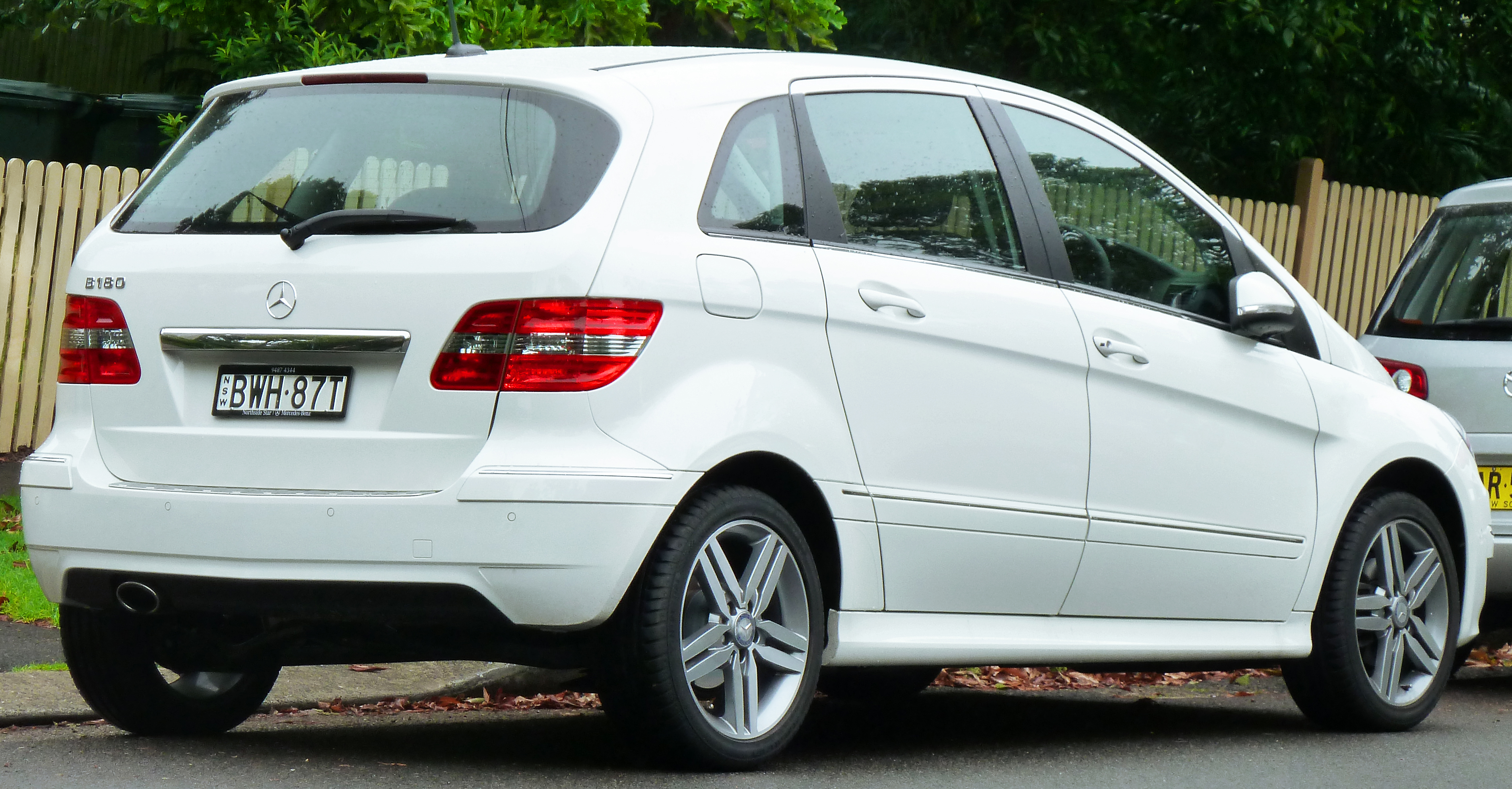